# درز وتدي غربالي
الدرز الوتدي الغربالي (بالإنجليزية: Sphenoethmoidal suture)‏ هو درز جمجمي (قحفي) بين العظم الوتدي والعظم الغربالي.